# 擎天廳
擎天廳是位於金門縣金湖鎮山外里太武山山腹的人工地下花崗石岩洞，為中華民國國軍金門防衛指揮部（金防部）所屬設施。

## 開鑿概況

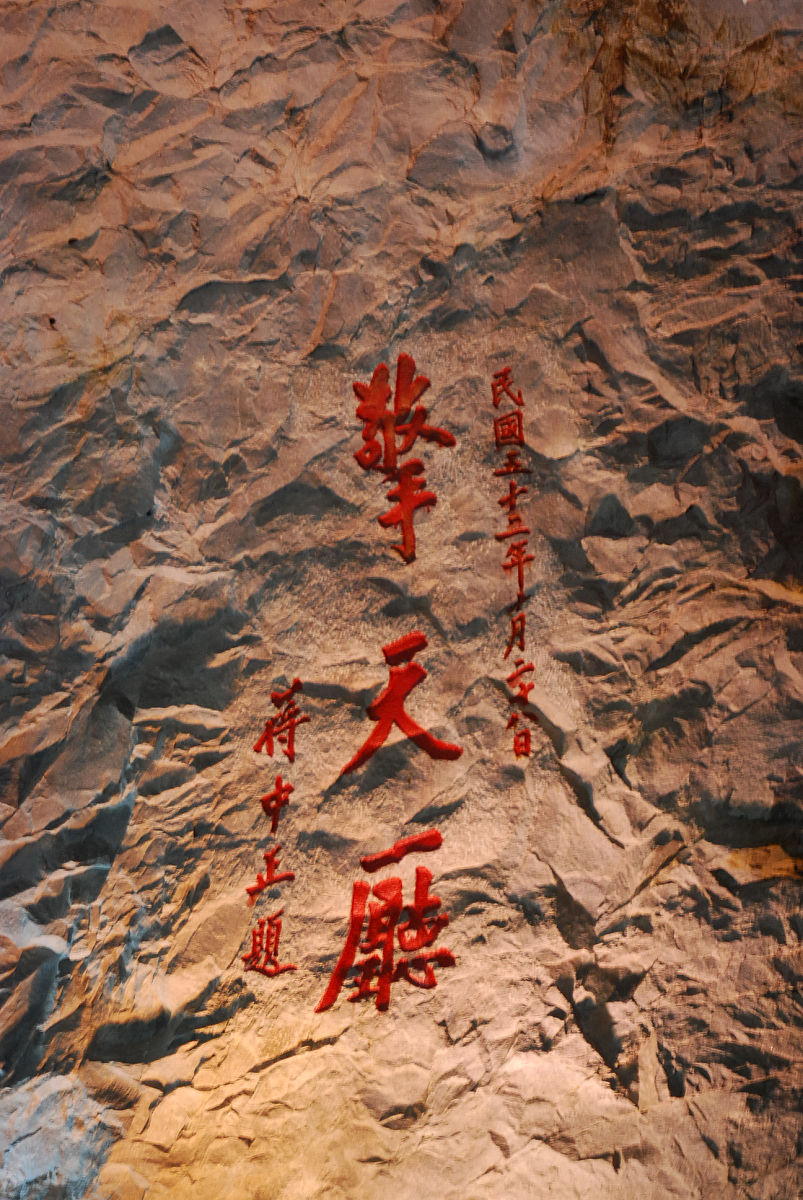
蔣中正親題「擎天廳」

根據金防部解說，擎天廳是依蔣中正的指示要於1962年11月2日動工開建。負責開鑿任務的將領是當時擔任陸軍六十九師師長的袁子濬將軍，命令工兵營第二連代理連長任孔子負責計劃設計開鑿，加上清除人員先後千餘人，採三班制，不分晝夜地趕工，以炸藥、簡易機械工具及雙手開鑿，於1963年7月竣工，完成一長80公尺以上、寬50公尺以上、高12公尺以上，可容納千餘人的大廳，前後費時不到一年。當時提供工程技術指導的人，是時任國立成功大學工學院長的羅雲平教授。羅雲平後來曾任成功大學校長及教育部部長。
內有設有755個座位，根據軍中傳說與前輩說法，據稱是當年開鑿擎天廳時，由於皆是徒手與炸藥等克難狀態下開鑿，時有意外造成死傷發生，755就是代表開鑿過程中喪生的先烈數。（不屬實）
完工之後，蔣中正總統在岩壁題字，命名為「擎天廳」，藉以勉勵官兵弟兄「人定勝天」。擎天就是「托天」或「舉天」的意思，比喻本領很大。
（以上報導不完全正確，工程期間並無死亡人員，擎天廳之尺寸亦不甚符合！羅雲平教授並未參與指導，僅是提供要鑚探以後再做決定是否開鑿之意見。後因戰況緊急，故由軍方進行開鑿。）

## 功用
擎天廳與其他坑道相連，戰時成為作戰中樞，也曾做為傷患收容所；後來則轉做官兵休閒娛樂場所，可欣賞勞軍表演或播放電影。  
擎天廳是用炸藥和簡單的機械工具開鑿而成，寬廣高大的廳堂，不見任何一根樑柱支撐，顯得格外雄偉壯觀。花崗石的岩壁，密度比一般大理石大上三倍。石壁虯蟠的紋理、尖尖稜稜，顯示出巧奪天工的氣勢；鑽鑿的斧痕，凹凹凸凸，紀錄了軍士們的堅苦卓絕。  
岩壁外圍，用白色的花格磚築成牆垣，避免銳石傷人，卻也因此吸納了洞中的迴音，一舉兩得。

## 參觀
擎天廳位於軍事管制區內，無法自由參觀。金門縣政府、金門國家公園與金防部協調，2008年以紀念八二三砲戰五十週年，2009年以紀念古寧頭戰役六十週年，2010年以紀念大、二膽島戰役六十週年等名義，辦理觀光巴士E線戰地祕境旅遊。遊客須於一週前向縣府交通觀光局辦理登記，於指定時間至山外車站搭乘專車接駁進管制區參觀。（只有週二，週四開放給本國民眾，需事先預約，進入時驗身份證。2016年6月）